# تی‌جی‌مکس

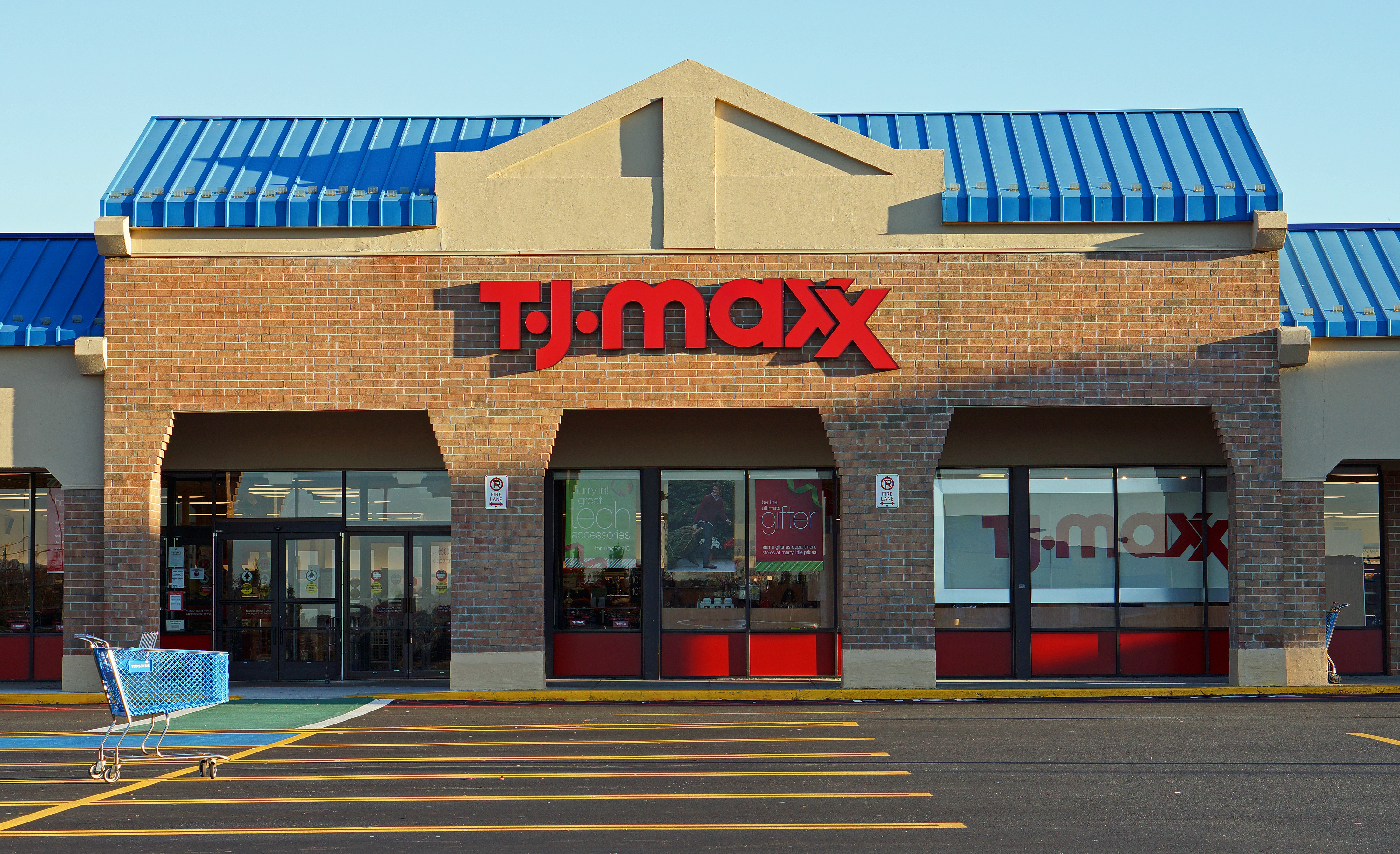
شعبه تی جی مکس در پی‌بادی، ماساچوست

تی‌جِی‌مَکس (به انگلیسی: T.J.Maxx، TJ's) فروشگاه زنجیره‌ای لباس در ایالات متحده آمریکا با بیش از ۱٫۰۰۰ شعبه است، که دارای ۲۶۳ شعبه اروپا و در کشورهای بریتانیا، آلمان، ایرلند و لهستان می‌باشد.